# Hélio Pereira dos Santos
Hélio Pereira dos Santos (ur. 18 listopada 1967 w Pão de Açúcar) – brazylijski duchowny rzymskokatolicki, biskup pomocniczy São Salvador da Bahia w latach 2016–2020, biskup koadiutor Serrinha w latach 2020–2021, biskup diecezjalny Serrinha od 2021.

## Życiorys
Urodził się 18 listopada 1967 w Pão de Açúcar w stanie Alagoas. Ukończył studia filozoficzne (1990–1992) w archidiecezjalnym seminarium duchownym w Maceió oraz teologię (1993–1996) na Papieskim Uniwersytecie Katolickim w Rio de Janeiro. Uczęszczał na kurs literatury na State University of Alagoas i specjalizował się w historii w Centrum Studiów Wyższych w Maceió (CESMAC) oraz w nauczaniu języka angielskiego na Uniwersytecie Cândido Mendes. Święcenia prezbiteratu przyjął 19 grudnia 1996.
Po święceniach pełnił kolejno następujące stanowiska: skarbnik Kolegium św. Vincenta w Pão de Açúcar; rektor seminarium św. Jana Marii Vianneya w Palmeira dos Índios; kapelan Matki Bożej z Aparecidy w parafii São Vicente i Divina Pastora w parafii Opieki Matki Boskiej; wikariusz w parafii Matka Boża Saudyjska w Igaci; koordynator ds. Duszpasterstwa; wikariusz generalny; kanclerz Kurii; proboszcz parafii Dobry Jezus ubogich w Quebrangulo; członek Rad: Kapłańskiej i Kolegium konsultorów.
Ponadto był profesorem  Centrum Studiów Wyższych w Maceió (CESMAC), Państwowej Fundacji Zdrowia w Sergipe oraz na Wydziale św. Tomasza z Akwinu w Palmeira dos Índios.
27 kwietnia 2016 papież Franciszek prekonizował go biskupem pomocniczym archidiecezji São Salvador da Bahia ze stolicą tytularną Thiava. Święcenia biskupie otrzymał 22 lipca 2016 w katedrze Opieki Matki Bożej w Palmeira dos Índios. Udzieli mu ich Dulcênio Fontes de Matos, biskup diecezjalny Palmeira dos Índios, w asyście Murilo Kriegera, arcybiskupa metropolity São Salvador da Bahia i José Francisco Falcão de Barrosa, biskupa pomocniczego Ordynariatu Polowego Brazylii.
W Regionie Północno–Wschodnim 3 Konferencji Episkopatu Brazylii jest przewodniczącym Komisji ds. Diakonów.
16 października 2020 papież Franciszek mianował go biskupem koadiutorem diecezji Serrinha. 3 lutego 2021 po przyjęciu rezygnacji biskupa Ottorina Assolariegi został ustanowiony biskupem diecezjalnym i tym samym kanonicznie objął urząd.